# ジェリーの親友
『ジェリーの親友』（原題：Much Ado About Mousing、劇場公開時『ブルの用心棒』）はトムとジェリーの短編作品の一つ。1964年製作。制作はチャック・ジョーンズ。

## スタッフ
- 製作・監督 　チャック・ジョーンズ
- 作画　 ケン・ハリス　トム・レイ　ディック・トンプソン　ベン・ワーシャム　ドン・トウスリー
- 脚本　 マイケル・マルティーズ
- 背景　 フィリップ・デガード
- 音楽 　ユージン・ポッダニー

## 作品内容
港町に釣竿を携えてやってきたトムは、チーズを餌にして「ネズミ釣り」としゃれ込む。リール付き竿で投げられたチーズに、早速食らい付くジェリー。しかし吊り上げられたジェリーがおとなしく食べられるはずも無く、いつものようにドタバタが始まる。
トムから逃げるジェリーは、丁度付近で寝ていたブルドッグの口の中に身を隠す。ジェリーを捕まえようと口の中にまで手を入れたトムは当然ブルドッグの怒りを買い、ボールのように丸められて路地を転がされ、ボウリングのごとく何本ものゴミバケツを倒しながら海に落ち、蟹に尻尾を挟まれる。
やっとのことで海から上がれば、野犬狩りが犬を追い回していた。トムは腹いせに、先ほどのブルドッグを捕らえてもらう。しかしジェリーが野犬狩りの網を切り落とし、ブルドッグは救われる。喜んだブルドッグは命の恩人のジェリーに呼子笛（ホイッスル）を渡し、「何か危険が迫ったら、これを鳴らしなさい。いつでも助けに来るから」と言い含める。
こうしてトムが如何にしてジェリーに迫ろうが、呼子を鳴らせばブルドッグが現れトムはコテンパン。
業を煮やしたトムは、ブルドッグにヘッドホンを付けた。音を鳴らしても起きない事を確信すると、大喜びで駆け出し、ジェリーを追い詰める。しかし、ジェリーはブルドッグに付けたはずのヘッドホンをトムに見せびらかし、パニックになったトムは、自ら海に飛び込んだ。
ジェリーが持っていたヘッドホンはブルドッグとは別物であり、ヘッドホンを付けて寝ているブルドッグのそばで、眠りにつくジェリーであった。

## 登場キャラクター
トム
チーズをエサにした釣り竿でジェリーを一度は捕まえるもすぐ逃げられて自滅したうえ、ジェリーが呼子笛を吹くたびブルドッグからボコボコにされてしまい、やがて海へ落とされカニに尻尾を挟まれる。ジェリーが笛を吹いても気づかれないよう・ブルドッグにヘッドホンを付けて起こさないようにするも、ジェリーが「ブルドッグよりヘッドホンを外した」と言うと慌てて自ら海へ飛び込み、カニに自身の尻尾をわざと挟ませた。
ジェリー
トムに捕まりそうになるも巧みにかわし、のちに野犬狩りの網にかかったブルドッグを救い感謝されたことが縁でブルドッグと意気投合。救助要請用の呼子笛をブルドッグよりもらい、トムに捕まりそうになると笛を吹いてブルドッグに助けを求めた。やがてトムがブルドッグにヘッドホンを付けさせると、「ブルドッグよりヘッドホンを外した」と言う方法でトムを撃退。実際自身は別のヘッドホンを付けており、ブルドッグはヘッドホンを外していなかった。トムが自ら海へ飛び込むと、ブルドッグのそばで昼寝した。
野犬狩りをする人
捕まえたブルドッグを網に入れて護送車へ乗せようとしていたが、その網をジェリーに切断される。
ブルドッグ（ブル公）
本作で初登場。野犬狩りの網を切り落として自身を救ってくれたジェリーに感謝。それが縁でジェリーと意気投合し、お礼として「トムに捕まりそうになったら吹いて知らせる」よう言って呼子笛をジェリーに渡し、ジェリーが笛を吹くと即座に駆けつけてトムをボコボコにする。トムからヘッドホンを付けられてもジェリーが「ブルドッグからヘッドホンを外した」ように見せかけたため、以降はジェリーと共に昼寝した。
カニ
海に落ちたトムの尻尾をハサミでつかんだ。

## 日本でのテレビ放映
TBS系で1964年から1990年頃まで放映された。DVDにも収録。

## 補足
日本放映版では野犬狩りのシーンはカットされている。